# 逃離中國：現代臺灣的創傷、記憶與認同
《逃離中國：現代臺灣的創傷、記憶與認同》（英語：The Great Exodus from China: Trauma, Memory, and Identity in Modern Taiwan），是歷史學家楊孟軒（Dominic Meng-Hsuan Yang）的非虛構類歷史著作。本書原文是英文，2020年由劍橋大學出版社出版；繁體中文版在2023年由國立臺灣大學出版中心出版，譯者是蔡耀緯。

## 內容概要
本書對國民黨政府在1940年代後期與1950年代初期於中國大陸潰敗之際由中國大陸遷移到臺灣的外省人的歷史、記憶與認同進行研究，並探討外省人的社會創傷。

## 獎項
- 2021年記憶研究學會（Memory Studies Award）首書獎（First Book Award）[3]